# البستنة التزيينية
البستنة التزيينية (بالإنكليزية: Ornamental Horticulture) مجال متخصص في دراسة زراعة النباتات الزهريّة وتنسيق الحدائق وإنتاج الباقات الزهريّة وإدارة المشاتل المختصّة بها. تتكون البستنة التزيينية من زراعة الأزهار وبستنة المناظر الطبيعية. ويهتم كل منهم بزراعة وتسويق النباتات والأنشطة المرتبطة بها مثل تنسيق الزهور وتصميم المناظر الطبيعية. تعتبر صناعة العشب أيضًا جزءًا من فإنها ممارسة زراعة النباتات والعناية بها لأغراض جمالية وزخرفية في الحدائق والساحات العامة والخاصة. تهدف هذه البستنة إلى تحسين المظهر الجمالي للبيئة المحيطة، وتشمل اختيار وتنسيق النباتات والأشجار والشجيرات والأزهار بطرق تبرز جمالها وتخلق مشاهد طبيعية خلابة. كما قد تتضمن استخدام العناصر المعمارية مثل البرك، والنوافير، والممرات، والأثاث الخارجي لزيادة جاذبية المكان. البستنة التزيينية تركز على التصميم والإبداع وتعتبر نوعًا من الفنون الذي يتطلب مهارات في التخطيط والعناية بالنباتات.
فان البستنة التزيينية فن وعلم تصميم وإنشاء وصيانة الحدائق والمساحات الخضراء التي تهدف بشكل أساسي إلى الجمال والديكور. تركز البستنة التزيينية على استخدام النباتات والزهور والأشجار والشجيرات بطرق مبتكرة لإنشاء مناظر طبيعية جذابة بصريًا. تتضمن هذه الممارسة تخطيط الحدائق وتنظيم النباتات بطريقة متناسقة ومنسجمة مع البيئة المحيطة، بالإضافة إلى الاهتمام بالتفاصيل مثل المسارات، والإضاءة، والمياه، والعناصر الزخرفية الأخرى.
تشمل البستنة التزيينية عدة جوانب منها:
- تصميم الحدائق: تخطيط المساحات الخضراء و اختيار النباتات المناسبة للمناخ والتربة.
- اختيار النباتات: استخدام النباتات التي تتناسب مع التصميم العام وتوفر ألوانًا وأشكالًا متنوعة.
- الصيانة: العناية الدورية بالنباتات بما في ذلك الري، والتسميد، والتقليم، ومكافحة الآفات.

تهدف البستنة التزيينية إلى تحسين جودة الحياة من خلال خلق بيئات جميلة ومريحة للعيش والاستمتاع.

## تاريخ البستنة التزيينية
في العصور القديمة، كانت البستنة التزيينيّة هواية تمارسها الطبقات الثريّة، مثل الأطبّاء والمحامين ورجال السياسة، حيث كانوا يجمعون النباتات النادرة لعرضها في حدائقهم كعلامة من مظاهر البذخ والفخر. مع تقدّم العصور إلى القرنين الثامن عشر والتاسع عشر، شهدت البستنة التزيينيّة تطوّرًا كبيرًا. أُنشئت معاهد علميّة لدراسة النباتات، وبدأت مراكز البحث والجامعات في التعامل مع التحدّيات التي تواجه إنتاج بعض الأصناف النباتيّة. وصل البحث العلميّ في هذا المجال إلى إنتاج البذور الهجينة وتطوير أصناف جديدة، بالإضافة إلى تقديم تقنيّات بيئيّة وغذائيّة متقدّمة لدعم هذه البحوث. بعض الدول أظهرت اهتمامًا خاصًّا بإنتاج النباتات التزيينيّة، مثل هولندا وبريطانيا وفرنسا. وفي الوطن العربي، بدأت دول مثل مصر ولبنان والمملكة العربيّة السعوديّة ودول الخليج تولي اهتمامًا متزايدًا بإنتاج النباتات التزيينيّة، وصدرت منتجاتها إلى أسواق دوليّة ومحليّة. من جهة أخرى، تتميّز المنطقة العربيّة بمصادر وراثيّة نباتيّة ثريّة، مثل الورد الدمشقيّ (Rosa damascena Mill) في سوريا، والريحان (Ocimum basilicum) في سوريا ولبنان، والفلّ (Jasminum sambac arabicum) والياسمين الأبيض (Jasminum grandiflorium) في مصر وسوريا، وهناك العديد من الأنواع الأخرى الموزّعة في جميع أنحاء المنطقة. تُتوقّع آفاق مستقبليّة واعدة البستنة التزيينيّة في الوطن العربيّ، بما في ذلك التركيز على زراعة النباتات المحليّة وتحسينها وراثيًّا للاستفادة من محتوياتها العطريّة الثمينة، وتطوير أصناف تتناسب مع الظروف البيئيّة المحليّة.

## فوائد البستنة التزيينيّة
جذّابة جماليًّا، حيث تساعد حدائق الزينة في خلق أعجوبة بصريّة وتشكّل النباتات المختلفة لوحة ألوان متنوّعة. في عصر وسائل التواصل الاجتماعيّ، يمكن أن تكون حديقة الزينة رائعة لتعزيز ملفّك الشخصيّ أيضًا.
منظّمة المناخ ومنقّية الهواء، إذ تعتبر النباتات بشكل عام أفضل مرشّحات الهواء الطبيعيّة حيث تقوم بتحويل ثاني أكسيد الكربون إلى أكسجين، وهو ضرورة للبقاء على قيد الحياة. ويساعد عدد كبير من أنواع النباتات المختلفة على تضخيم إعادة تدوير الهواء وكذلك تنظيم مستويات الرطوبة في الغلاف الجويّ.
تخفيف التوتر الرئيسيّ،  لقد كان وجود المساحات الخضراء في أيّ وقت دائمًا مهدّئًا للغاية للوجود البشريّ. الجمال الإلهيّ للطبيعة هو أنّها تزيل بصمت أيّ قلق أو شعور غير مريح وتغرس شعورًا بالسلام الذي بدوره يعزّز الإنتاجيّة.
يمنع تآكل التربة، تميل حدائق الزينة إلى التمتّع بمناظر طبيعيّة أكثر ثباتًا حيث تساعد النباتات المختلفة في الحفاظ على التوازن في أساس التربة.
يحسّن نوعيّة الفضاء، لا تعمل نباتات الزينة على تحسين المظهر الجماليّ لممتلكات الحديقة فحسب، بل تعمل أيضًا كحواجز للرياح توفّر جودة رائعة للمساحة. إنّها توفّر موطنًا للعديد من الكائنات الحيّة وأيضًا تنظّف الملوّثات من نباتات التلقيح القريبة.

## استخدامات البستنة والحدائق التزيينيّة
تجعل هذه الحدائق المباني المحيطة أكثر جاذبيّة بصريّة. بالنسبة للمؤسّسات المكرّسة للتأمّل، خاصّة المؤسّسات الدينيّة، التي توفّر الحدائق الزخرفيّة فيها بيئة ممتعة للتأمّل والاسترخاء. كما يتمّ استخدام الحدائق الزخرفيّة أيضًا للمتعة والترفيه. تمّ إنشاء "حدائق بابل المعلّقة" القديمة لأغراض الترفيه هديّة لملك بابل من حبيبته. ولا يتمّ إنشاء هذه الحدائق للجوانب الممتعة فقط، بل أيضًا لأغراض الدراسات النباتيّة مثل حديقة كوكنهوف في هولندا.
تختلف تصميمات حدائق الزينة اعتمادًا على عدّة عوامل، منها:
- المناخ.
- أنواع النباتات المستخدمة.
- الهندسة المعماريّة المحيطيّة واستخداماتها.
- الاستخدام المقصود للحديقة، مثل حدائق الزن الخاصّة بالتأمّل.

هناك العديد من أنواع حدائق الزينة التي يمكنك إنشاؤها لأغراض مختلفة سواء في المنزل أو للاستخدام التجاريّ. أيًّا كان الطريق الذي تختاره، تذكّر أنّ الطبيعة هي أفضل هديّة يمكنك منح قلبك وعقلك وجسدك، خاصّة في هذا العصر الذي يهيمن فيه الخرسانة والمباني الحديديّة.